# Communauté de communes Mâble et Vienne
La communauté de communes Mâble et Vienne  était une communauté de communes française, située dans le département de la Vienne et la région Poitou-Charentes dissoute le 31 décembre 2012.

## Histoire
Le 31 décembre 2012 elle fusionne avec la Communauté de communes Vienne et Creuse pour créer la Communauté de communes des Portes du Poitou.

## Composition
Elle regroupe 10 communes : 
- Antran
- Ingrandes
- Leigné-sur-Usseau
- Mondion
- Saint-Christophe
- Saint-Gervais-les-Trois-Clochers
- Sérigny
- Usseau
- Vaux-sur-Vienne
- Vellèches

## Administration
| Période                                  | Période  | Identité       | Étiquette | Qualité |
| ---------------------------------------- | -------- | -------------- | --------- | ------- |
| ???                                      | en cours | Jacques Boulas | DVD       |         |
| Les données manquantes sont à compléter. |          |                |           |         |